# Cinnamomum leptopus
Cinnamomum leptopus är en lagerväxtart som beskrevs av A. C. Smith. Cinnamomum leptopus ingår i släktet Cinnamomum och familjen lagerväxter. Inga underarter finns listade i Catalogue of Life.